# Сокольна
Сокольна (пол. Sokolna) — село в Польщі, у гміні Тарнувка Злотовського повіту Великопольського воєводства.
Населення — 216 осіб (2011).
У 1975-1998 роках село належало до Пільського воєводства.

## Демографія
Демографічна структура станом на 31 березня 2011 року:
|          | Загалом | Допрацездатний вік | Працездатний вік | Постпрацездатний вік |
| -------- | ------- | ------------------ | ---------------- | -------------------- |
| Чоловіки | 119     | 19                 | 89               | 11                   |
| Жінки    | 97      | 25                 | 48               | 24                   |
| Разом    | 216     | 44                 | 137              | 35                   |